# Демократы (партия, Бразилия)
Демократы (Бразилия) (ДЕМ)  — политическая партия Бразилии. Оригинальное название порт. Democratas (Brasil), сокращённо — DEM. Одна из самых популярных партий страны.
Партия основана в 1988 году под названием Партия либерального фронта. Переименована в 2007 году. 
Придерживается консервативных либеральных и христианско-демократических позиций.
На выборах в 2006 году получила 84 из 513 мест в парламенте.
6 октября 2021 года партия проголосовала за слияние с социал-либералами для создания партии Бразильский союз.